# Karol Mets
Karol Mets (Viljandi, 16 mei 1993) is een Estisch voetballer die doorgaans speelt als centrale verdediger. In juli 2023 verruilde hij FC Zürich voor FC St. Pauli. Mets maakte in 2013 zijn debuut in het Estisch voetbalelftal.

## Clubcarrière
Mets speelde in de jeugdopleiding van Tulevik Viljandi, waar hij vanaf 2009 een seizoen in het belofteteam speelde. In 2010 werd de verdediger een tijdje verhuurd aan Warrior Valga, waarvoor hij uiteindelijk in vier duels in actie zou komen en tot één goal zou komen. Na die verhuurperiode belandde Mets op de radar van topclub Flora Tallinn, dat hem in januari van 2011 dan ook overnam van Tulevik Viljandi. Gedurende een half jaar speelde de verdediger eerst voor het tweede elftal, maar daarna ontpopte hij zich tot een vaste waarde in de defensie van het eerste elftal. In 2014 vertrok Mets naar Viking FK.
Op 31 juli 2017 werd Mets gecontracteerd door NAC Breda, uitkomend in de Eredivisie. Hier heeft hij een contract getekend tot medio juni 2020. Op 12 augustus 2017 maakte Mets zijn debuut in de met 4–1 verloren wedstrijd tegen Vitesse, waar hij in de rust Arno Verschueren verving. Zijn eerste doelpunt voor NAC maakte hij in het bekerduel met Achilles '29, waar met 4–3 werd verloren. Op 14 maart 2019 werd Mets verkocht aan het Zweedse AIK Fotboll waar hij een contract tot eind 2021 ondertekende.
Hij verkaste in oktober 2020 naar Al-Ettifaq in Saoedi-Arabië. Een jaar later ging hij transfervrij naar CSKA Sofia. Hier zou Mets vier maanden spelen, alvorens hij voor een bedrag van circa tweehonderdduizend euro naar FC Zürich vertrok. In januari 2023 huurde FC St. Pauli de verdediger voor een half seizoen, met een optie tot koop. Aan het einde van het seizoen werd die optie gelicht.

## Interlandcarrière
Mets ontving in 2013 een uitnodiging voor het Estische nationale elftal voor oefeninterlands tegen Azerbeidzjan en Liechtenstein. Tegen het land uit de Kaukasus bleef de verdediger nog negentig minuten op de bank, maar op 19 november 2013 mocht hij tegen Liechtenstein in de basis beginnen en speelde hij de volle negentig minuten.

## Erelijst
| Competitie         |               |                  |               |               |
| Competitie         | Aantal        | Jaren            |               |               |
| Flora Tallinn      | Flora Tallinn | Flora Tallinn    | Flora Tallinn | Flora Tallinn |
| ------------------ | ------------- | ---------------- | ------------- | ------------- |
| Meistriliiga       | 1             | 2011             |               |               |
| Eesti Karikas      | 2             | 2010/11, 2012/13 |               |               |
| Eesti Superkarikas | 3             | 2011, 2012, 2014 |               |               |
| FC Zürich          |               |                  |               |               |
| Super League       | 1             | 2021/22          |               |               |